# Bojana Martinović
Pour les articles homonymes, voir Martinović.
Bojana Martinović est une joueuse de volley-ball serbe née le 16 septembre 1991. Elle mesure 1,77 m et joue au poste de réceptionneuse-attaquante. 

## Clubs
| Club                   | De        | À         |
| ---------------------- | --------- | --------- |
| OK Obilić              | 2003-2004 | 2005-2006 |
| Radnički Beograd       | 2006-2007 | 2010-2011 |
| Jedinstvo Stara Pazova | 2011-2012 | 2013-2014 |
| Oriveden Ponnistus     | 2014-2015 | 2014-2015 |
| ŽOK Železničar         | 2015-2016 | 2016-2017 |
| ŽOK Ub                 | 2017-2018 | 2018-2019 |
| Radnički Beograd       | 2019-2020 | …         |